# Konwent Narodowy

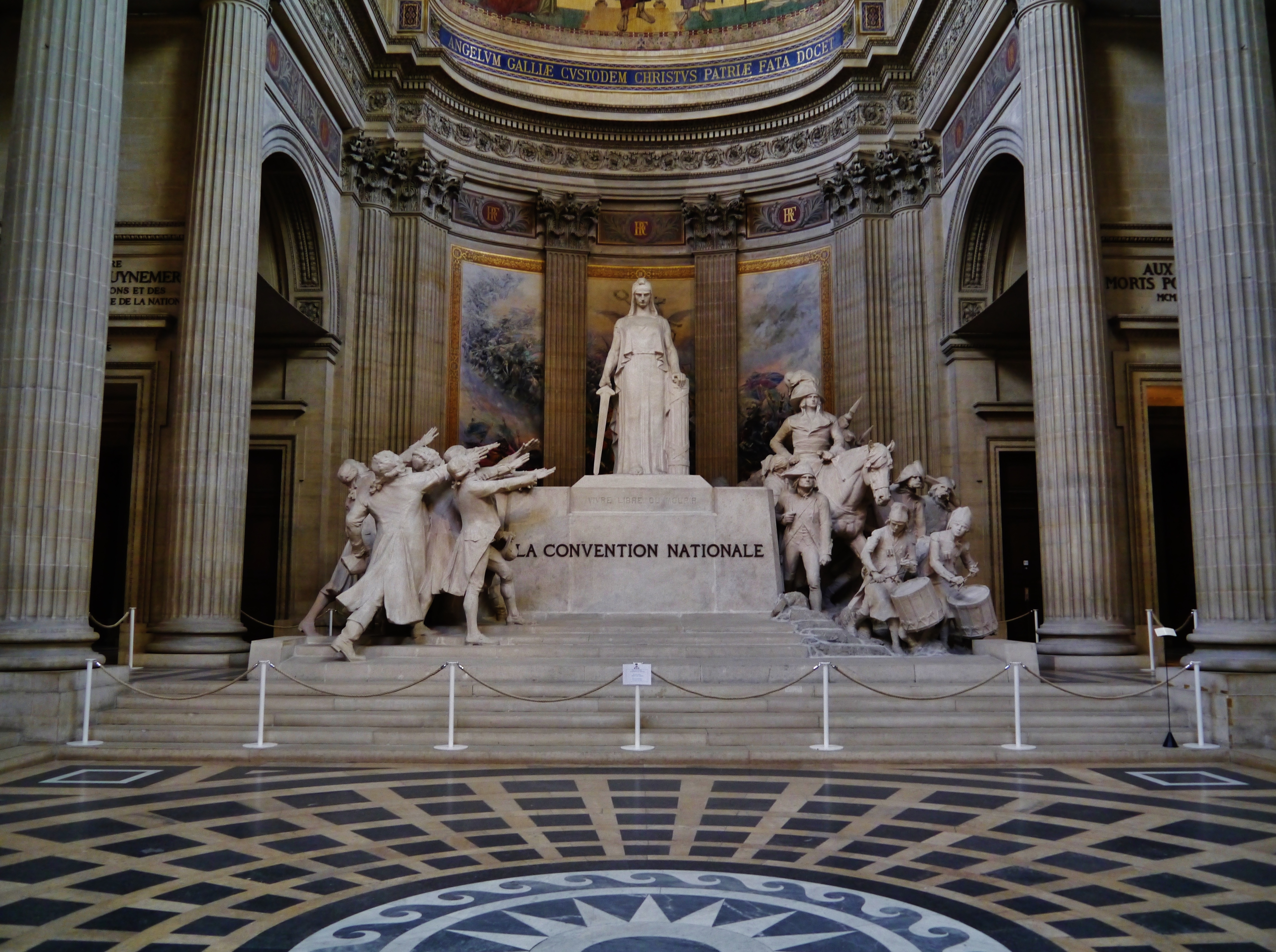
Autel de la Convention nationale lub Autel républicain, Panteon, Francja

Konwent Narodowy (fr. Convention Nationale) – zgromadzenie prawodawcze z okresu rewolucji francuskiej 1789 r., wyłoniony 21 września 1792. Ogłosił Francję republiką i w styczniu 1793 skazał Ludwika XVI na śmierć (wyrok wykonano 21 stycznia). W czerwcu 1793 uchwalił nową konstytucję (nie weszła w życie). W Konwencie najbardziej aktywni byli żyrondyści i jakobini. W czasie rządów jakobinów w połowie 1793 r. Konwent powołał Komitet Ocalenia Publicznego oraz Komitet Bezpieczeństwa Powszechnego, dla zwalczenia kryzysowej sytuacji w państwie, którym nadano nadzwyczajne uprawnienia sądownicze. Rozwiązany został 26 października 1795 ustępując miejsca Ciału Prawodawczemu. W Konwencie zasiadało 750 deputowanych. Żyrondyści mieli 300 deputowanych, „Góra” (jakobini, kordelierzy) 320 deputowanych, a „Bagno” 130 przedstawicieli.